# Telekomputer
Telekomputer (pierwotnie Tele-Radio-Komputer) – program telewizyjny poświęcony szeroko pojętej problematyce informatycznej emitowany 4 razy w miesiącu w TVP1 (od września 1990 roku) do czerwca 2000 roku.
Muzyka tytułowa to kompozycja „Advancing Robots 3” autorstwa Jeffa Newmana. Utwór pochodzi z płyty „IMPACT 1&2-JEFF NEWMANN” dostępnej w niemieckiej bibliotece muzycznej Sonoton.
Program był przygotowany przez zespół (Tomasz Jordan, Tomasz Pyć, Jędrzej Wróblewski).
Obecnie pod tą nazwą ukazuje się dział informatyczny w Telegazecie.